# Peristil (Split)
Splitski Peristil je trg ispred prvostolnice Sv. Dujma u Starom gradu u Splitu. Izvorni naziv bio je Pločata sv. Dujma. Čini ga peristil nekadašnje Dioklecijanove palače. 

## Povijest
U vrijeme izgradnje nalazio se na glavnom kardinu (cardo) nekadašnje Dioklecijanove palače i u sjevernom se dijelu križao s njezinim glavnim dekumanom (decumanus). S bočnih strana je omeđen s dva reda stupova u korintskom stilu povezanih međusobno lukovima. 
Nekoliko stupova s južne strane su doneseni iz Egipta i izrađeni su od carskog porfirita, a vjeruje se da je od njega bio izrađen i Dioklecijanov sarkofag, koji se nalazio u današnjoj katedrali sv. Duje oktagonalnog oblika. 
Bočne strane pročelja su bile ukrašene dvjema sfingama od kojih se jedna i danas nalazi na trgu gotovo savršeno očuvana. Pročelje trga je podijeljeno u dva dijela: gornji vodi u Vestibul, a donji stepenicama u veličanstvene podrume palače. Pročelje koje vodi u Vestibul bilo je ukrašeno s tri kipa od kojih je jedan predstavljao cara Dioklecijana, drugi boga Jupitera dok treći je još uvijek nepoznanica. 
Protiron koji se nalazio s južne strane također je doprinosio važnosti Peristila, jer se s njega car Dioklecijan obraćao stanovnicima drugog dijela palače. Također, spajao je, zapravo odvajao, sjeverni dio palače za sluge, vojsku i slično od južnog dijela gdje je boravio car. S njegove su se zapadne strane nalazili krstionica (Jupiterov hram), te Venerin i Kibelin hram, te s istočne strane Dioklecijanov mauzolej, današnja katedrala.
Dana 29. rujna 1929. godine na Peristilu je otkriven spomenik Grguru Ninskome, rad kipara Ivana Meštrovića kojega je poklonio gradu Splitu, a stajao je tu sve do studenoga 1941. godine kada su ga talijanski okupatori uklonili i rastavljenoga ga odložili u dvorištu općinskih skladišta na obali. Godine 1954. ponovno je postavljen, između sjevernih (zlatnih) vrata Dioklecijanove palače i Gradskoga parka.
Koristi se kao prostor za važnija događanja u Palači te zbog svoje odlične akustike često služi kao prirodna pozornica i scena za mnoge glazbeno-scenske spektakle. Od njih je najpoznatija tradicionalna izvedba Verdijeve Aide za vrijeme Splitskog ljeta.

## Vanjske poveznice
- Jerko Marasović, Tomislav Marasović, Branimir Gabričević, Istraživanje i uređenje peristila Dioklecijanove palače u Splitu 1956.-1961. = Research and Reconstruction of Diocletian’s Palace Peristyle in Split 1956-1961  Arhivirana inačica izvorne stranice od 18. prosinca 2021. (Wayback Machine), bib.irb.hr